# Галлек, Фитц Грин
Фитц Грин Галлек (англ. Fitz-Greene Halleck; 8 июля 1790, Гилфорд, Коннектикут — 19 ноября 1867, там же) – американский поэт.

## Биография
Родился и вырос в Гилфорде, штат Коннектикут , в возрасте 20 лет переехал в Нью-Йорк, где жил и работал почти четыре десятилетия. В молодости служил в банкирских конторах и, между прочим, был  личным секретарем и советником у известного магната и филантропа  Астора, который, оценив поэтическое дарование Галлека, назначил его куратором учрежденной им Асторовской библиотеки в Нью-Йорке (ныне Нью-Йоркская публичная библиотека) и завещал (1848) ему пенсию.

## Творчество
Его иногда называли «американским Байрон». Стихи поэта в то время пользовались большой популярностью. Его творчество изучают с конца двадцатого века из-за его гомосексуальных тем и взглядов на общество девятнадцатого века.
Первые произведения «Twilight» («Сумерки») и «Croaker Papers» (совместно с J. Drake, в 1818 г. в «Evening Post») вызвали общее внимание американской публики к новому поэту. Сатирическая поэма «Fanny» (1819) по живости юмора, свежести и яркости красок и до настоящего времени считается в своем роде классическим произведением североамериканской литературы. В 1822—1823 годах он совершил путешествие по Европе, оставшееся не без влияния на его позднейшее поэтическое творчество, в котором иногда слышатся мотивы байроновской поэзии. По возвращении напечатал томик стихотворений (лучшие «Burus» и «Alnwick Castle»). Позже издал «Marco Bozzaris» (эпизод из истории борьбы за независимость Греции), поэмы «Red Jacket» и «Woman» и юмористическую поэму «Peter Castly’s epistle to Recorder Riker» Последнее его произведение — «Young America» (1865). Собрание сочинений Г. издано в 1868 г. (Нью-Йорк). 

## Память
- В Центральном парке Нью-Йорка поэту воздвигнут памятник (1877).